# Vappodes
Genre
Classification phylogénétique
Vappodes est un genre de la famille des Orchidaceae comptant 7 espèces d'orchidées et un hybride primaire que l'on trouve en Australie, Indonésie et Papouasie.
En 2002, Mark Alwin Clements proposa une nouvelle classification pour séparer certaines espèces du genre Dendrobium en créant de nouveaux genres dont celui-ci. Cependant, les nombreuses révisions taxinomiques de la sous-famille des Epidendroideae et tout particulièrement celles du genre Dendrobium (classification phylogénétique) n'ont pas encore fait l'objet d'un consensus et ce genre n'est pas reconnu par l'ensemble des auteurs en botanique.
Les discussions portant sur le fait de savoir si ces espèces forment un groupe monophylétique, auquel cas la création d'un nouveau genre est justifiée ou s'il s'agit de variétés (var.) voir de sous-espèces (subsp.) du genre Dendrobium sachant que celui-ci intègre plus de 1200 espèces et n'est pas monophylétique.

## Liste des espèces
(*) fait référence au basionyme de chaque espèce.
Le nom en gras étant celui qui est considéré comme valide en taxinomie végétale.
- Vappodes affinis (Decne.) M.A.Clem. & D.L.Jones 2002. ⇒ Dendrobium affine (Decne.) Steud. 1840, Onychium affine Decne. 1836.(*)
- Vappodes bigibba (Lindl.) M.A.Clem. & D.L.Jones 2002. ⇒ Callista bigibba (Lindl.) Kuntze 1891, Dendrobium bigibbum Lindl.1852.(*)
- Vappodes dicupha (F.Muell.) M.A.Clem. & D.L.Jones 2002. ⇒ Callista dicupha (F.Muell.) Kuntze 1891, Dendrobium dicuphum F.Muell. 1874(*), Dendrobium affine (Decne.) Steud. 1840.
- Vappodes × fleischeri (J.J.Sm.) M.A.Clem. & D.L.Jones 2002. ⇒ Dendrobium × fleischeri J.J.Sm. 1913.(*) (D. antennatum × D. bigibbum)
- Vappodes leeana (O'Brien) M.A.Clem. & D.L.Jones 2002. ⇒ Dendrobium leeanum O'Brien 1891.
- Vappodes lithocola (D.L.Jones & M.A.Clem.) M.A.Clem. & D.L.Jones 2002. ⇒ Dendrobium bigibbum Lindl.1852.(*), Dendrobium lithocola D.L.Jones & M.A.Clem. 1989.
- Vappodes phalaenopsis M.A.Clem. & D.L.Jones 2002. ⇒ Callista phalaenopsis (Fitzg.) Kuntze 1891, Dendrobium bigibbum Lindl.1852, Dendrobium bigibbum var. phalaenopsis (Fitzg.) F.M.Bailey 1883, Dendrobium phalaenopsis Fitzg. 1880.(*)
- Vappodes striaenopsis M.A.Clem. & D.L.Jones 2002. ⇒ Dendrobium striaenopsis M.A.Clem. & D.L.Jones 1989.